# Überherrn
Überherrn is een gemeente in de Duitse deelstaat Saarland, gelegen in de Landkreis Saarlouis. Het ligt aan de grens met Frankrijk. De buurgemeente aan de Franse zijde is Creutzwald.
Überherrn telt 11.373 inwoners.
Bezienswaardig is de in expressionistische stijl gebouwde Bonifatiuskerk uit 1928/29 waarvan de hoge toren tot in de wijde omgeving zichtbaar is.
Bous ·
Dillingen/Saar ·
Ensdorf ·
Lebach ·
Nalbach ·
Rehlingen-Siersburg ·
Saarlouis (stad) ·
Saarwellingen ·
Schmelz ·
Schwalbach ·
Überherrn ·
Wadgassen ·
Wallerfangen